# James Abernethy
Pour les articles homonymes, voir Abernethy.
James Abernethy, né le 12 juin 1814  à Aberdeen et mort le 8 mars 1896, est un ingénieur civil écossais. Il est membre de la Société Royale d'Édimbourg.

## Biographie
James Abernethy naît le 12 juin 1814 à Aberdeen. Ses parents sont George Abernethy et Isabella Johnston. En 1823, la famille s'installe au sud du Pays de Galles, où son père dirige la société Dowlais Ironworks, et en 1826 déménage à Southwark à Londres, car son père obtient un emploi de directeur de fonderie. Pendant son séjour, il assiste à la construction du pont de Londres. En 1827, il est envoyé avec ses frères au pensionnat de Cotherstone dans la circonscription nord du Yorkshire, mais son oncle, le révérend John Abernethy, le retire deux ans plus tard, lorsqu'il découvre les terribles conditions qui règnent dans l'école. Son oncle l'emmène à Londres puis à Haddington, East Lothian où il passe deux ans à la Grammar School. Il travaille ensuite sous la direction de son père, qui œuvre à la construction du Eastern Dock, qui fait partie du complexe des London Docks. 

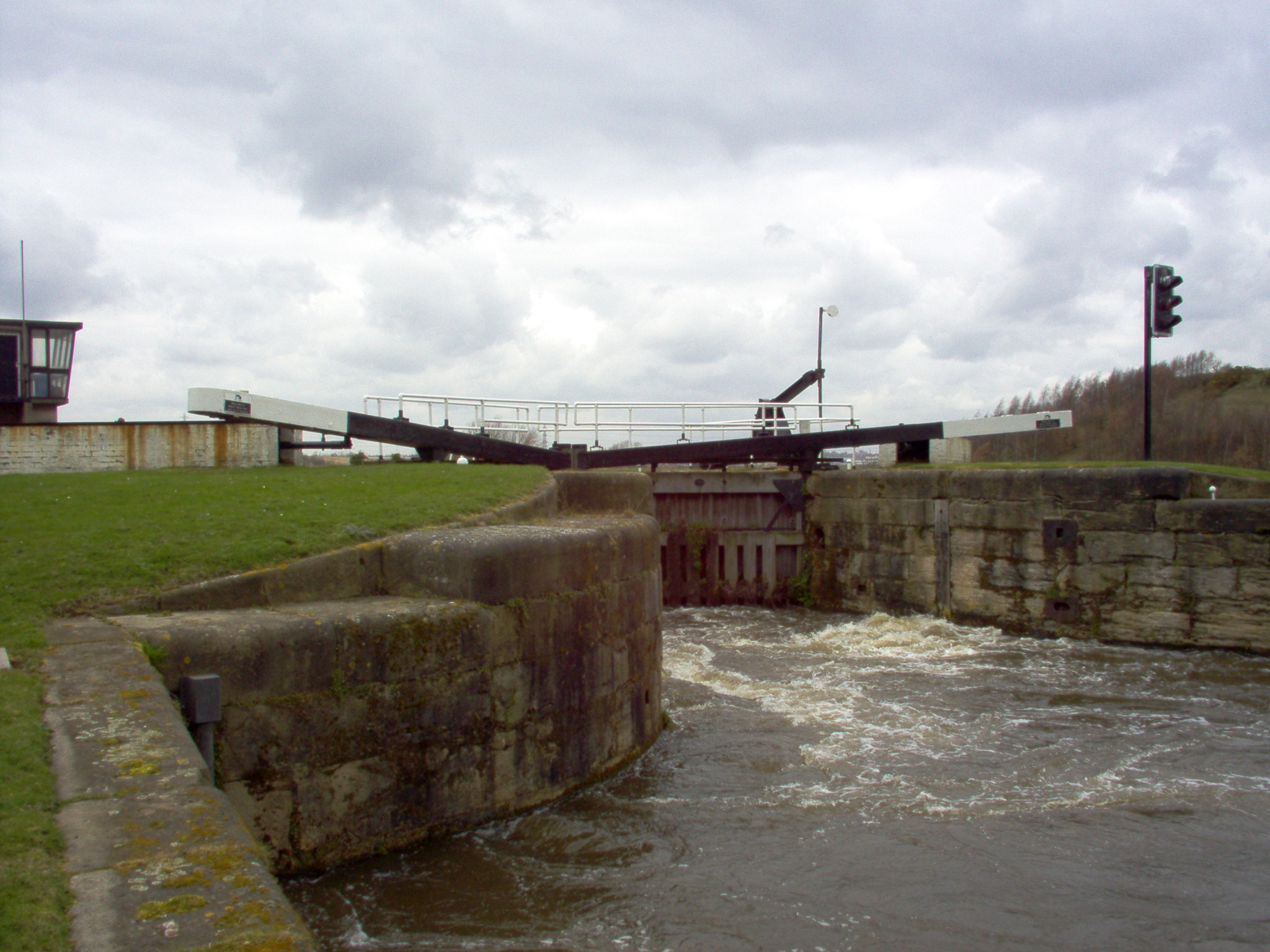
Une écluse d'Aire and Calder Navigation

Il déménage ensuite avec son père en 1832 à Herne Bay, où un quai en bois est en cours de construction. Il s'embarque cependant pour la Suède en 1833, afin d'aménager de nouvelles routes pour une mine de manganèse près de Jönköping qu'un ami a acheté. Il passe une grande partie de son temps libre à esquisser l'architecture et les paysages de la région, jusqu'à ce que son père le rappelle en Angleterre en 1835 pour l'aider à réaliser le projet de phare de Start Point dans le Devon. Il semble que ce soit la dernière fois qu'il travaille avec son père, alors qu'il déménage à Goole en 1836, pour travailler avec George Leather à la construction du quai et de l'écluse du navire à vapeur qui relie l'Aire and Calder Navigation à Humber. Bien qu'il se soit presque noyé lors de l'effondrement d'un batardeau, il consacre la majeure partie du reste de sa carrière au génie maritime. Il contribue aux améliorations à l'Aire and Calder entre Wakefield et Methley jusqu'en 1838, puis devient ingénieur résident pour le North Midland Railway, sous la direction de George Stephenson. Cependant, il démissionne après 18 mois, pour devenir l'ingénieur de l'Aberdeen Harbour Trust. 

### Génie maritime

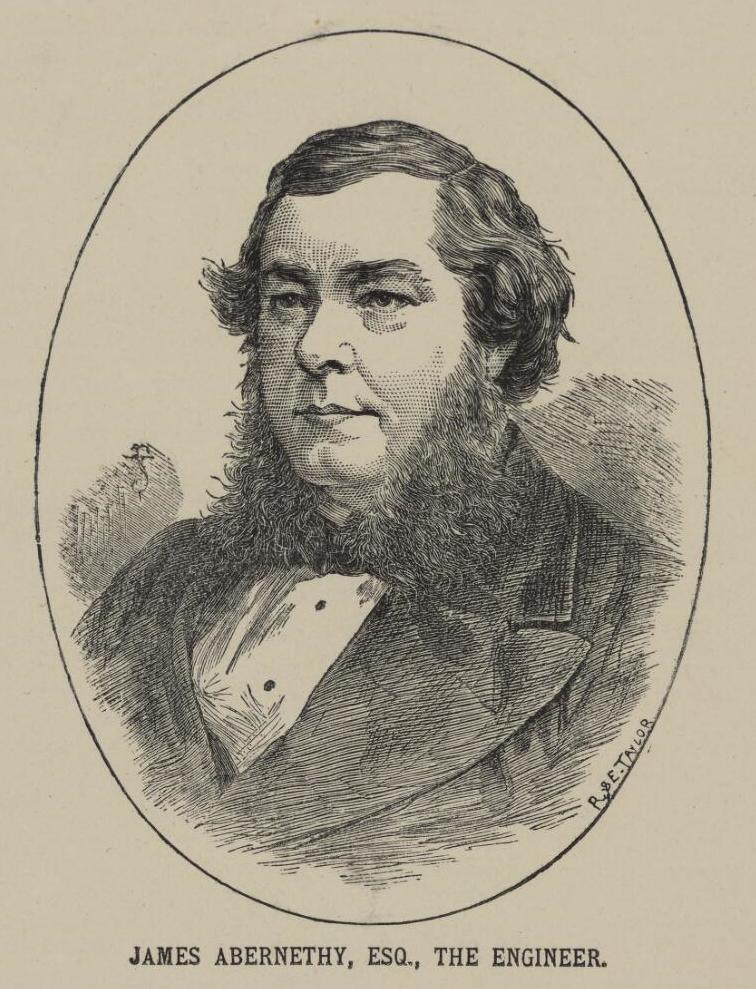
James Abernethy

### Fonctions publiques
Il devient membre de l'Institution of Civil Engineers en 1844 et en est le président entre décembre 1880 et décembre 1881. 

### Famille et mort
Il épouse Ann Neill en 1838, et le couple a sept enfants, quatre fils et trois filles. Trois des fils travaillent avec leur père, et il s'associe avec deux d'entre eux, James et George, en 1893. James Abernethy meurt le 8 mars 1896 à Broadstairs dans le Kent, son premier fils James reprenant le cabinet d'ingénieur et son second fils John compilant sa biographie en 1897 
Le cousin d'Abernethy, également appelé James Abernethy (1809-1879), est un fondeur de fer basé à Aberdeen, qui est responsable de la production d'un certain nombre de ponts en Écosse. Il a également un fils appelé James, et l'entreprise perdure jusqu'au milieu du XXe siècle.